# Bohuslav Malovec z Malovic
Bohuslav Malovec z Malovic († asi 1608) byl český šlechtic z rodu Malovců z Malovic. Patřil mezi nejvyhledávanější rytířské lichváře na přelomu 16. a 17. století. V poslední třetině 16. století několikrát zastával úřad krajského hejtmana na Prácheňsku, příležitostně byl přísedícím většího zemského soudu. Na začátku 17. století patřil mezi dvacet nejbohatších šlechticů v zemi, po Adamu Hrzánovi z Harasova byl druhým nejbohatším rytířem v Čechách.

## Život a majetek
Pocházel z movitější vrstvy drobné rytířské šlechty z jižních Čech. Narodil se jako syn Jana Malovce z Malovic († 1552) a Kateřiny z Úšavy. Měl bratry Albrechta († 1576), Václava a Zdeňka. V roce 1557 vlastnil tvrze a statky Dříteň a Vlhlavy, na kterých měl 86 osedlých. V poslední třetině 16. století několikrát zastával úřad krajského hejtmana na Prácheňsku (1569–1570, 1571–1572, 1575–1576, 1588–1589, 1593–1594). Ve stejné době byl několikrát přísedícím většího zemského soudu, jinak do politického dění nevstupoval. Cesta z jeho sídla ve Vlhlavech mu do Prahy, kde se soud odehrával, trvala tři dny.

### Přátelství s Vilémem z Rožmberka
Byl přítelem českého velmože Viléma z Rožmberka (1535–1592). Ve sporu mezi Vilémem z Rožmberka a knížaty z Plavna o čestné postavení Rožmberků v české stavovské obci v polovině 50. let 16. století stál samozřejmě na straně Vilémově. Po dobu devíti měsíců počínaje srpnem 1572 se Bohuslav účastnil prvního poselstva českých pánů a rytířů do Polska, které vedl nejvyšší kancléř Vratislav II. z Pernštejna (1530–1582) a právě nejvyšší purkrabí Vilém. Byli tam vysláni v otázce zájmu habsburského domu o polský trůn, který se uvolnil smrtí posledního krále z dynastie Jagellonců Zikmunda II. Augusta. Dne 11. září 1590 posnídal Vilém z Rožmberka u Bohuslava na Dřítni cestou do Bechyně, kam se vydal na svatbu Jindřicha Homuta z Harasova a Alžběty z Cimburka.

### Půjčky jihočeským velmožům
V 70. letech 16. století začal poskytovat finanční půjčky Adamovi II. z Hradce (1549–1596) a zahájil rozsáhlé úvěrové podnikání. V průběhu necelých deseti let mu půjčil asi 10 500 kop grošů českých. Prostředky k poskytnutí úvěru tvořily například výnosy jeho dvou statků, finanční dědictví po rodičích, peníze získané dělením otcovského majetku, částky z vyplaceného věna manželky a dary. Skupoval dluhopisy svých příbuzných, kteří také Adamovi II. z Hradce půjčili. Získané peníze z úroků vkládal do nových lichvářských obchodů. V 90. letech 16. století úvěroval pánům z Hradce dalších 21 500 kop grošů českých a v letech 1589–1601 půjčil Vilému z Rožmberka a jeho dědici Petru z Rožmberka (1539–1611) 127 000 kop grošů českých. Panským rodům se nedařilo pohledávky umořit.

### Koupě panství Hluboká nad Vltavou
Jeho promyšlené úvěry mu přinesly ovoce. Dne 10. prosince 1598 byl zadlužený Jáchym Oldřich z Hradce (1579–1604) nucen prodat své panství Hluboká nad Vltavou. Původně ho chtěl prodat bohatému Přechovi Hodějovskému z Hodějova, ale ten v rozhodném čase neměl dostatek hotovosti. Malovec ho koupil za 320 000 kop grošů míšeňských (to jest 160 000 kop grošů českých), ale už o čtyři dny později odprodal od hlubockého panství zboží Protivín bratrům Jiřímu mladšímu a Kryštofu Vratislavovi z Mitrovic. Počátkem roku 1599 se na Hluboké usadil. Když cenu za Hlubokou splatil, bylo mu panství 30. června 1601 zapsáno do desk zemských. O dva roky později žilo na hlubockém panství 916 osedlých. Součástí panství byly poplužní dvory, ovčíny, mlýny, pivovary, cihelny, vápenice, hamry, hřebčín, pila a kolem šedesáti rybníků.
Ani tehdy neměl potřebu využívat své zisky ke zvelebování svého sídla nebo k podpoře písemnictví. Nelákala ho ani politická kariéra.
Bohuslav Malovec také získal Chvalešovice.

### Dědictví
Po smrti Bohuslava Malovce si zboží rozdělili jeho synové Václav, Jan, Jetřich a Petr. Jan získal Lipovskou rychtu a sídlil na zámečku v Rudolfově, dále vlastnil Lišov a Štěkeň. Nejstarší syn Václav připojil ke statkům v Dřítni, Vlhlavách, které mu otec předal už v roce 1601, a Chvalešovicích několik vesnic z hlubockého panství. Jetřich získal město Podhradí s hradem Hluboká a rychtu purkareckou, ovšem bez Purkarce. Ostatní vesnice hlubockém panství připadly Petrovi (Machovice). Na podzim roku 1604 zakoupil Jetřich Malovec vesnice Plástovice a Pašice od Novohradských z Kolowrat. Celé panství Hluboká bylo Malovcům po porážce českého stavovského povstání zkonfiskováno v říjnu 1622.